# Mike D'Antonio
Michael "Mike" D'Antonio é mais conhecido como o baixista da banda de metalcore de Massachusetts Killswitch Engage, e de uma das bandas consideradas pioneiras em tal estilo, denominada Overcast.
O estilo de tocar de D'Antonio possui notável influência de In Flames e Dark Tranquillity, citando ele próprio como uma das suas referências vindo do Thrash Metal, o baixista Cliff Burton da banda Metallica, e o baixista Harley Flanagan da banda Cro-Mags.
D'Antonio formou o Killswitch Engage logo após sua saída da banda Overcast no ano de 1998
Todo o processo de criação de arte e merchandising da banda Killswitch Engage é feito por D'Antonio, pois ele é um artista gráfico. Ele possui uma empresa chamada DarkicoN, que também produz o artwork das bandas Shadows Fall, Unearth, All That Remains e Day of Mourning.
D'Antonio possui seu modelo assinado de baixos da Ibanez.
Mike é vegetariano e é um defensor do direito dos animais.
D'Antonio é o único membro da banda Killswitch Engage que nasceu no México.

## Discografia

### Overcast
- Overcast - Expectational Dilution (1994)
- Overcast - Fight Ambition to Kill (1997)
- Overcast - Reborn to Kill Again (2008)

### Death Ray Vision
- Death Ray Vision - Get Lost or Get Dead (2011)

### Killswitch Engage
- Killswitch Engage - Killswitch Engage I (2000)
- Killswitch Engage - Alive or Just Breathing (2002)
- Killswitch Engage - The End of Heartache (2004)
- Killswitch Engage - (Set This) World Ablaze (2005, DVD)
- Killswitch Engage - As Daylight Dies (2006)
- Killswitch Engage - Killswitch Engage II (2009)
- Killswitch Engage - Disarm The Descent (2013)
- Killswitch Engage - Incarnate (2016)

## Ligações Externas
- Killswitch Engage official website
- MusicMight biografia de Killswitch Engage[ligação inativa]
- Ibanez Signature D'Antonio MDB1 Bass Guitar